# Los Angeles Film Critics Association Awards 2015
41. ročník předávání cen asociace Los Angeles Film Critics Association se konal dne 6. prosince 2015.

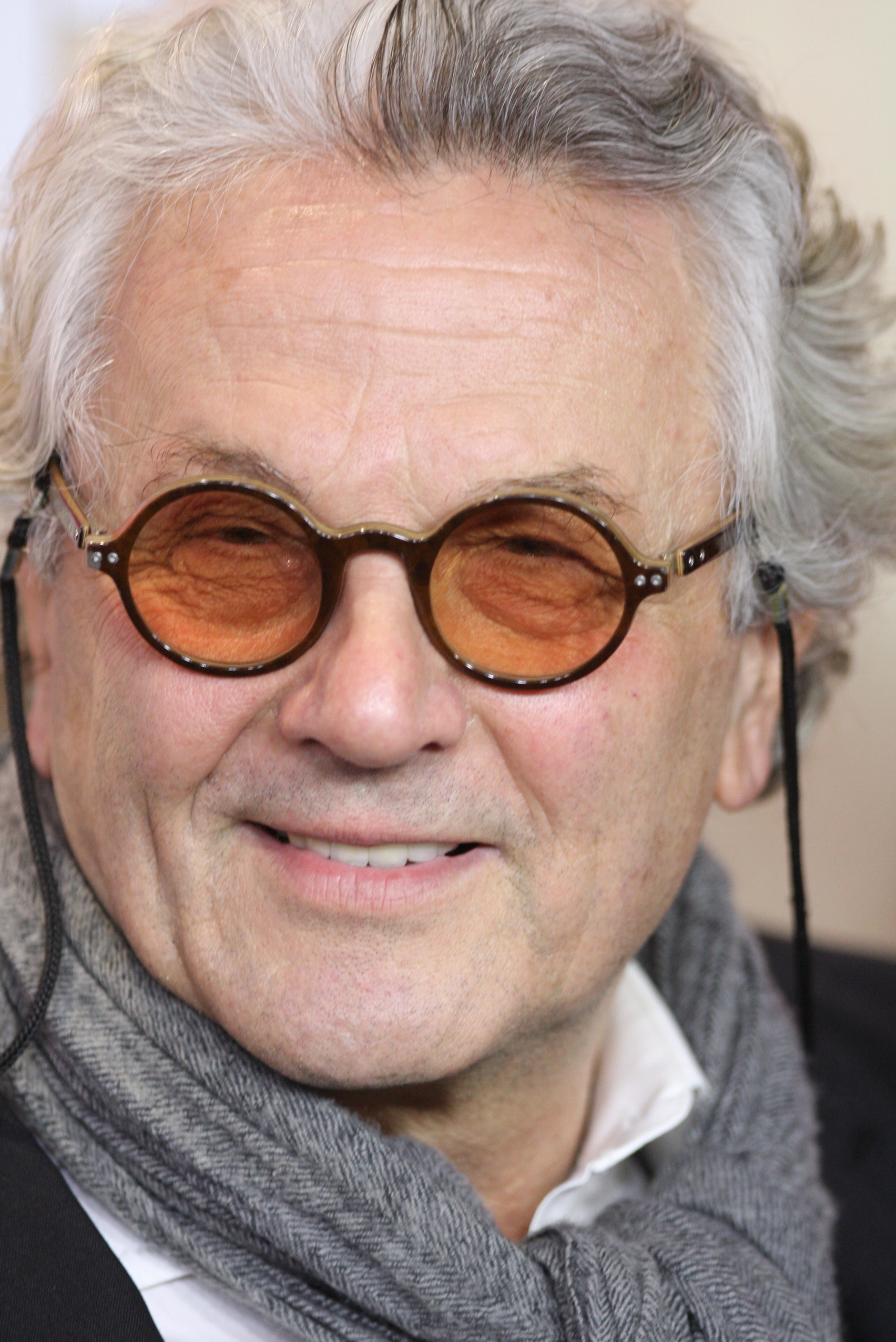
George Miller vítěz v kategorii nejlepší režie

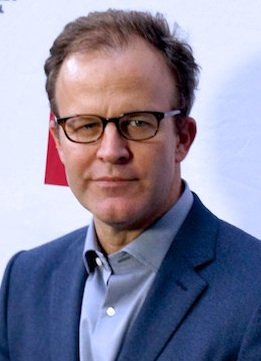
Tom McCarthy vítěz v kategorii nejlepší scénář

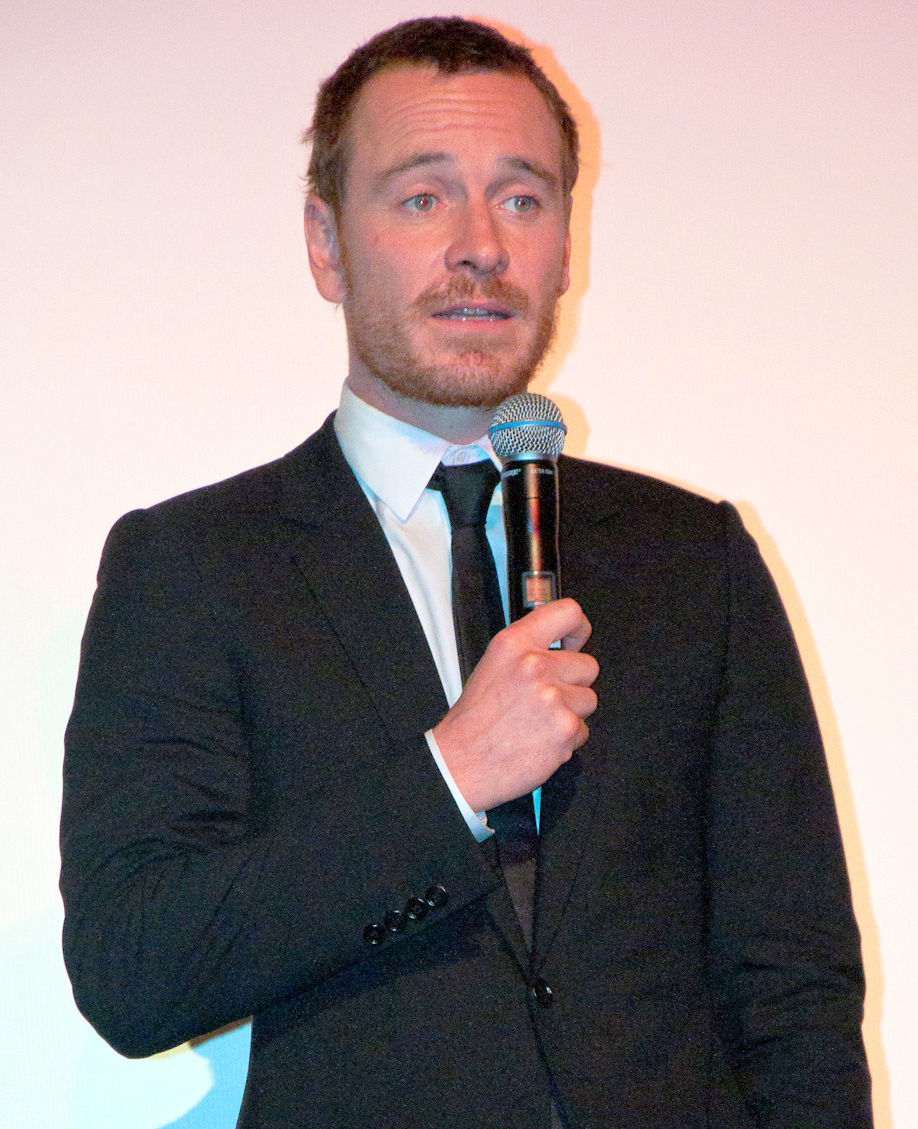
Michael Fassbender vítěz v kategorii nejlepší herec v hlavní roli

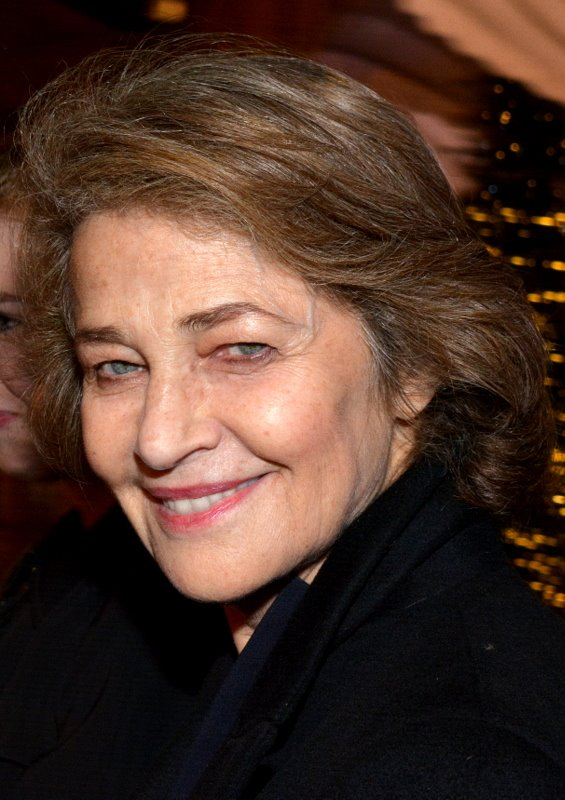
Charlotte Rampling vítězka v kategorii nejlepší herečka v hlavní roli

## Vítězové

### Nejlepší film
1. Spotlight
2. Šílený Max: Zběsilá cesta

### Nejlepší režisér
1. George Miller – Šílený Max: Zběsilá cesta
2. Todd Haynes – Carol

### Nejlepší scénář
1. Tom McCarthy a Josh Singer – Spotlight
2. Charlie Kaufman – Anomalisa

### Nejlepší herec v hlavní roli
1. Michael Fassbender – Steve Jobs
2. Géza Röhrig – Saulův syn

### Nejlepší herečka v hlavní roli
1. Charlotte Rampling – 45 let
2. Saorise Ronan – Brooklyn

### Nejlepší herec ve vedlejší roli
1. Michael Shannon – 99 Homes
2. Mark Rylance – Most špionů

### Nejlepší herečka ve vedlejší roli
1. Alicia Vikander – Ex Machina
2. Kristen Stewart – Sils Maria

### Nejlepší dokument
1. Amy
2. Podoba ticha

### Nejlepší cizojazyčný film
1. Saulův syn
2. Kmen

### Nejlepší animovaný film
1. Anomalisa
2. V hlavě

### Nejlepší kamera
1. John Seale – Šílený Max: Zběsilá cesta
2. Edward Lachman – Carol

### Nejlepší střih
1. Hank Crowin – Sázka na nejistotu
2. Margaret Sixel – Šílený Max: Zběsilá cesta

### Nejlepší výprava
1. Colin Gibson – Šílený Max: Zběsilá cesta
2. Judy Becker – Carol

### Nejlepší skladatel
1. Carter Burwell – Carol a Anomalisa
2. Ennio Morricone – Osm hrozných

### Ocenění pro novou generaci
- Ryan Coogler – Creed

### Kariérní ocenění
- Anne V. Coates

### Speciální zmínění
- David Shepard